# ئی‌ام‌دی اس‌دی۹۰ام‌ای‌سی
ئی‌ام‌دی اس‌دی۹۰ام‌ای‌سی (انگلیسی: EMD SD90MAC) یک لوکوموتیو دیزلی ساخت شرکت جنرال موتورز الکترو-موتیو دیویژن بوده است.
این لوکوموتیو که مابین سال‌های ۱۹۹۵ تا ۱۹۹۶ تولید می‌شده دارای ۱۶ سیلندر و ۴۳۰۰ اسب بخار تا ۶۰۰۰ اسب بخار قدرت بوده است.

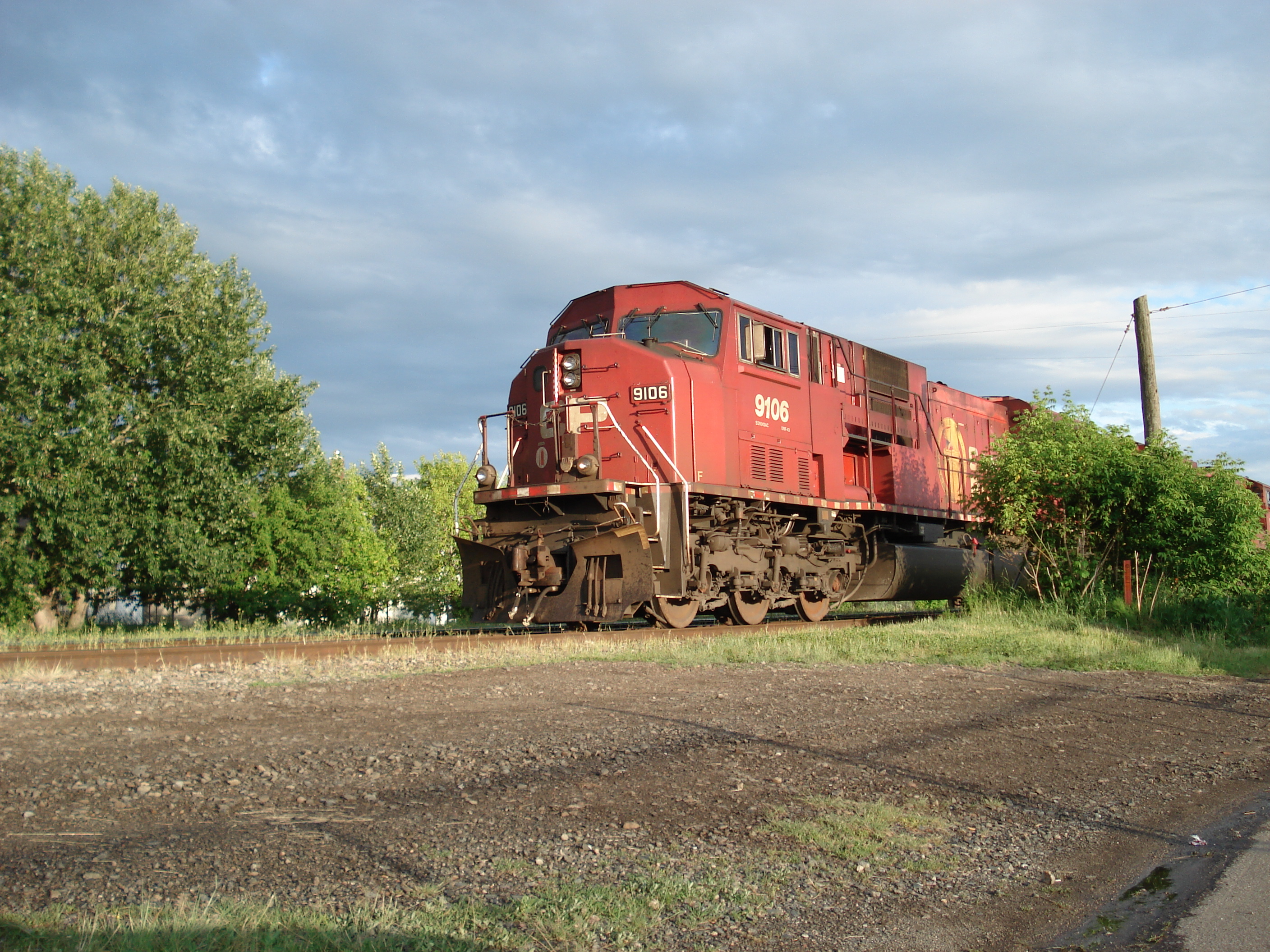
ثاندر بی, انتاریو, کانادا